# Carpark Norths diskografi
Den danske rockgruppe Carpark Norths diskografi består af fire studiealbum, ét internationalt album, ét opsamlingsalbum, én EP, 17 singler og 3 internationale singler.

## Album

### Studiealbum
| Titel                    | Albumdetaljer                                                                         | Højeste placering | Certificering |
| Titel                    | Albumdetaljer                                                                         | Danmark           | Certificering |
| ------------------------ | ------------------------------------------------------------------------------------- | ----------------- | ------------- |
| Carpark North            | - Udgivet: 10. februar 2003 - Selskab: Medley Records - Format: CD                    | 1                 | - 3× Platin   |
| All Things to All People | - Udgivet: 25. april 2005 - Selskab: EMI - Format: CD                                 | 4                 | - Guld        |
| Grateful                 | - Udgivet: 8. september 2008 - Selskab: Copenhagen Records - Format: LP, CD, download | 5                 | - 2× Platin   |
| Phoenix                  | - Udgivet: 27. januar 2014 - Selskab: Copenhagen Records - Format: CD, download       | 4                 | - Guld        |
| Hope                     | - Udgivet: 27. oktober 2017 - Selskab: Copenhagen Records - Format: LP, CD, download  | 4                 |               |
| AIR – Part 1             | - Udgivet: 14. marts 2024 - Selskab: United, Universal - Format: Download             |                   |               |
| AIR                      | - Udgivet: 4. april 2025 - Selskab: United, Universal - Format: LP, CD, Download      |                   |               |

### Internationale album
| Titel | Albumdetaljer                                                                    |
| ----- | -------------------------------------------------------------------------------- |
| Lost  | - Udgivet: 27. august 2010 - Selskab: Sony Music, Svedala - Format: CD, download |

### Opsamlingsalbum
| Titel                       | Albumdetaljer                                                                    | Højeste placering | Certificering |
| Titel                       | Albumdetaljer                                                                    | Danmark           | Certificering |
| --------------------------- | -------------------------------------------------------------------------------- | ----------------- | ------------- |
| Best Days (Greatest & Live) | - Udgivet: 1. november 2010 - Selskab: Copenhagen Records - Format: CD, download | 10                | - Guld        |

### EP'er
- Carstereo (2000)

## Singler
| 2001                                                             | "There's a Place"                                            | —  |                                        | Carpark North               |
| 2002                                                             | "40 Days"                                                    | —  |                                        | Carpark North               |
| 2003                                                             | "Transparent & Glasslike"                                    | 24 | - Platin                               | Carpark North               |
| 2003                                                             | "Wild Wonders"                                               | —  |                                        | Carpark North               |
| 2003                                                             | "Kiss Me"                                                    | —  |                                        | Carpark North               |
| 2005                                                             | "Human"                                                      | 9  |                                        | All Things to All People    |
| 2005                                                             | "Best Day"                                                   | —  |                                        | All Things to All People    |
| 2005                                                             | "Fireworks"                                                  | —  |                                        | All Things to All People    |
| 2005                                                             | "The Beasts"                                                 | —  |                                        | All Things to All People    |
| 2008                                                             | "Shall We Be Grateful"                                       | 5  | - Platin (download)                    | Grateful                    |
| 2008                                                             | "More"                                                       | 2  |                                        | Grateful                    |
| 2009                                                             | "Save Me from Myself"                                        | 12 |                                        | Grateful                    |
| 2009                                                             | "Leave My Place"                                             | —  |                                        | Grateful                    |
| 2010                                                             | "Burn It"                                                    | 27 | - Guld                                 | Best Days (Greatest & Live) |
| 2011                                                             | "Everything Starts Again"                                    | 34 |                                        | Best Days (Greatest & Live) |
| 2013                                                             | "Army of Open Arms"                                          | 25 |                                        | Phoenix                     |
| 2013                                                             | "32" (featuring Stine Bramsen)                               | 11 | - Guld (download) - Platin (streaming) | Phoenix                     |
| 2014                                                             | "Renegade"                                                   | 38 |                                        | Phoenix                     |
| 2014                                                             | "You're My Fire" (featuring Nik & Jay)                       | 22 |                                        | Phoenix                     |
| 2015                                                             | "We Hold the Stars"                                          | —  |                                        | Phoenix                     |
| 2016                                                             | "Unbreakable"                                                | —  |                                        |                             |
| 2017                                                             | "Feel So Real"                                               |    |                                        | Hope                        |
| 2017                                                             | "Raise Your Head"                                            |    |                                        | Hope                        |
| 2017                                                             | "When We Were Kids"                                          |    |                                        | Hope                        |
| 2018                                                             | "Heroes" (Carpark North og Samu Haber)                       |    |                                        | Hope                        |
| 2019                                                             | "Panic Attack"                                               |    |                                        |                             |
| 2019                                                             | "Hopefully We'll Never Know"                                 |    |                                        |                             |
| 2020                                                             | "Moments"                                                    |    |                                        |                             |
| 2021                                                             | "Vi kommer alle et sted fra" (Carpark North og DR Pigekoret) |    |                                        |                             |
| 2023                                                             | "If I Were Your King"                                        |    |                                        | AIR – Part 1                |
| 2024                                                             | "Heathens"                                                   |    |                                        | AIR – Part 1                |
| 2024                                                             | "Air"                                                        |    |                                        | AIR – Part 1                |
| "—" markerer en udgivelse der ikke opnåede en hitlisteplacering. |                                                              |    |                                        |                             |

### Internationale singler
| År   | Titel            | Album |
| ---- | ---------------- | ----- |
| 2010 | "Lost (Peace)"   | Lost  |
| 2010 | "Just Human"     | Lost  |
| 2011 | "Leave My Place" | Lost  |
| 2011 | "Transparent"    | Lost  |